# Killian Hayes

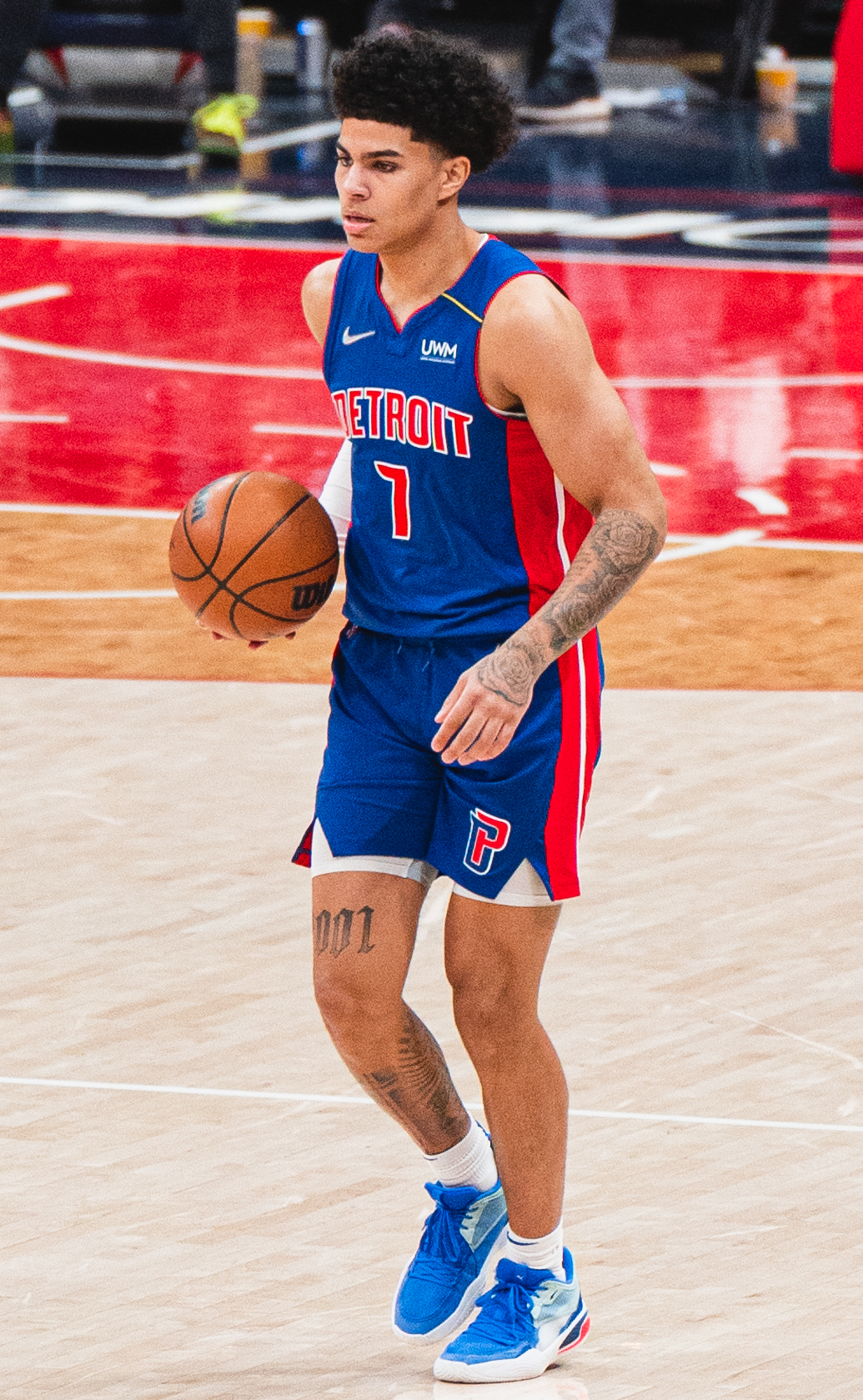
Killian Hayes, 2022.

Killian Deron Antron Hayes, född 27 juli 2001 i Lakeland, Florida i USA, är en fransk-amerikansk professionell basketspelare (PG) som spelar för Brooklyn Nets i National Basketball Association (NBA). Han har tidigare spelat för Detroit Pistons.
Hayes draftades av Detroit Pistons i första rundan i 2020 års draft som sjunde spelare totalt.
Innan han kom till NBA spelade han som proffs i Frankrike och Tyskland.